# Casal Societat La Principal
El Casal Societat La Principal és una entitat fundada el 1904 a Vilafranca del Penedès per al foment de l'educació en el lleure i en l'esport, i per a l'organització d'activitats socials i culturals.
L'entitat disposa de més de 4000 metres quadrats d'instal·lacions al centre de Vilafranca on cada setmana es duen a terme més de 23 activitats diferents i, de forma estable, té obertes les portes d'un cinema, un teatre i una sala de ball.

## Història[2]
L'entitat és fundada el 24 de setembre de 1904 per un grup de joves de Vilafranca durant un ball al teatre Tívoli. En els propers anys organitzaran activitats en diverses sales des del Tívoli, a l'Agrícola i el Principal i en tots elles van defugir els criteris de pertinença social que caracteritzaven les entitats d'esbarjo. Des de llavors el Casal ha estat considerada la primera societat contemporània que ha tingut Vilafranca precisament per aquest caire obert i no classista.
El 1921 inaugura el Teatre, que serà el principal espai de l'entitat.
El 2018 va rebre la Creu de Sant Jordi.